# Henri de Lamothe
Henri Félix de Lamothe (n. 1843 - d. 1926) a fost un politician francez, guvernator al coloniei franceze Senegal, la sfârșitul secolului XIX.
1. ↑  Autoritatea BnF, accesat în 10 octombrie 2015
2. ↑  Henri Félix Lamothe de, Baza de date Léonore, accesat în 9 octombrie 2017
3. ↑  Henri de Lamothe, Médias 19